# Nikaea
Nikaea is een geslacht van vlinders van de familie spinneruilen (Erebidae), uit de onderfamilie Arctiinae.

## Soorten
- N. arisana Matsumura, 1911
- N. formosana Miyake, 1907
- N. longipennis Walker, 1855